# Международная межправительственная организация
Международная межправительственная организация — объединение суверенных государств, создаваемое для достижения общих целей в политической, экономической, социальной, научно-технической и культурной областях в соответствии с международным правом на основе многостороннего международного договора.
Краткое определение понятия международной межправительственной организации дано в резолюции Экономического и Социального Совета ООН 27 февраля 1950 г.: «Это организации, созданные по соглашению между государствами, членами которых являются сами государства».
К созданию и интенсивному развитию международных межправительственных организаций привела практика международных отношений в XIX—XXI веках. Являясь новой формой многосторонней дипломатии, они учреждаются на основе международного договора, заключённого между тремя или более участниками для достижения общих целей сотрудничества. Признаками международной межправительственной организации являются международная правовая основа деятельности (международный договор или устав), особые постоянно действующие органы управления, персонал, наличие финансовых средств, существование обязательств государства по выполнению решений .
Такие организации обладают статусом субъекта международного права, что позволяет им самостоятельно совершать сделки, приобретать имущество, выступать сторонами соглашений, включая и международные договоры.

## Состав международной межправительственной организации
Членами международных межправительственных организаций являются государства в лице своих представителей. Входящие в состав межправительственной организации государства могут иметь разные статусы: государства-учредители и государства, присоединившиеся к учредительному договору. Права и обязанности имеющих разный статус государств обычно одинаковы.
После создания государствами-учредителями организации новые государства принимаются в неё по решению её членов. Решение о приёме в организацию новых членов принимается, либо большинством голосов, либо единогласно. Некоторые международные организации, в принципе, открыты для всех стран мира, признающих их устав и выполняющих обязательства по отношению к организации. К таковым относятся, например, Организация Объединённых Наций, Всемирная организация здравоохранения. Однако в большинстве случаев для принятия в организацию государства-кандидаты должны соответствовать определённым критериям. Например, членами Организация стран-экспортёров нефти могут быть нефтедобывающие страны-экспортёры нефти. Членами Организации экономического сотрудничества и развития могут быть только страны, достигшие определённого уровня развития. Членами региональных межправительственных организаций могут быть страны только одного региона (например, Организация африканского единства, СНГ и др). Условием вступления может быть как один критерий, так и несколько.

## Органы управления
С точки зрения иерархии органы управления межправительственной организации делятся на главные и вспомогательные. Главные органы создаются на основе устава, участвуют в принятии решений, осуществляют руководство определёнными видами деятельности организации. Вспомогательные органы выполняют конкретные задачи, постоянного или временного характера, создаются и упраздняются по мере необходимости.